# Sant Ramon
Sant Ramon là một đô thị trong tỉnh Lérida, cộng đồng tự trị Cataluña Tây Ban Nha. Đô thị Sant Ramon có diện tích là 18,6 ki-lô-mét vuông, dân số năm 2009 là 569 người với mật độ 30,59 người/km². Đô thị Sant Ramon có cự ly km so với tỉnh lỵ Lérida.